# Чильстедт, Магнус
Магнус Чильстедт (швед. Magnus Kihlstedt; 29 февраля 1972 года, Мункедаль) — шведский футболист, вратарь. Наиболее известен по выступлению за датский «Копенгаген» и сборную Швеции.

## Клубная карьера
Профессиональную карьеру Чильстедт начал в клубе второго шведского дивизиона «Оддевольд», в основной команде которой он дебютировал в 1991 году. В 1997 году он перешёл в норвежский «Лиллестрём», а через два года в другой норвежский клуб «Бранн». В «Бранне» Чильстедт провёл три сезона, в течение которых стал вице-чемпионом Норвегии и финалистом национального кубка. В 2001 году он перешёл в датский «Копенгаген», в составе которого он провёл заключительные и в то же время лучшие годы своей карьеры. «Копенгаген» в те годы был одним из сильнейших клубов Скандинавии, а Чильстедт, являясь его основным вратарём, выигрывает вместе с клубом ряд трофеев и регулярно вызывается в национальную сборную.

## Карьера в сборной
В составе национальной сборной Чильстедт провёл 13 матчей. Принимал участие в чемпионате Европы 2000 года, чемпионате мира 2002 года и чемпионате Европы 2004 года.

## Достижения
«Бранн»
- Вице-чемпион Норвегии: 2000
- Финалист Кубка Норвегии: 1999

«Копенгаген»
- Чемпион Дании: 2002/03 и 2003/04
- Обладатель Кубка Дании: 2003/04
- Обладатель Суперкубка Дании: 2004
- Победитель Королевской лиги: 2004/05